# 美国—伊朗求偿法庭
美国—伊朗求偿法庭是根据1981年1月19日《阿尔及尔共识》设立的国际仲裁法庭。
为了解决1979年11月4日伊朗学生绑架美国人质事件，美国政府同意终止在美国法院起诉伊朗政府，同时撤销对伊朗财产的冻结。雷根政府确认了阿尔及尔共识，此后美国最高法院也承认了其合宪性。求偿法庭的目的是审理美国公民因伊朗人质事件而提出的索赔请求。
该求偿法庭设于荷兰海牙。仲裁庭设有9名仲裁员，伊朗任命3名，美国任命3名，其余3名由前述6名仲裁员任命。
截至1982年1月19日，仲裁庭收到约4700起美国公民的求偿起诉。仲裁庭裁定伊朗赔偿美国公民总计约25亿美元。目前绝大部分案件已经解决，但仍有少量求偿诉讼在审理之中。